# جون ليس
جون ليس هو قاضي وسياسي كندي، ولد في 1740 في اسكتلندا في المملكة المتحدة، وتوفي في 4 مارس 1807 في كندا. انتخب Member of the  Legislative Assembly of Lower Canada ‏ عن دائرة Trois-Rivières (Lower Canada electoral district) ‏ (10 يوليو 1792 – 4 مارس 1807).